# Flavia AB
Flavia AB är ett silverföretag som bildades 1950 i Skellefteå.
År 1950 köpte Boliden AB Atelier Borgila från Erik Fleming, som startade dotterföretaget Flavia, en fabrik för industriell framställning av silver, först förlagd till Skellefteå, efter 1953 till Liljeholmen i Stockholm. Flavia AB skulle tillverka en del modeller industriellt i stora serier. För Flavia gjorde Erik Fleming bl.a. den rena och välbalanserade matsilvermodellen Flavia 2. 
Boliden hade svårt att driva Flavia och Borgila vidare och 1959 köpte Erik Flemings son Lars Fleming tillbaka Atelier Borgila. 
Silverstämpel för Flavia registrerades som FLAVIA i Skelleftehamn (med kontrollstämplingsort Skellefteå) redan 1949, samt i Stockholm 1953. Den avregistrerades 1959. 
Mellan 1953 och 1959, existerade ytterligare en stämpel FIA, för AB Flavia i Skellefteå. 
På senare tid har följande stämplar omregistrerats: 
FLAVIA = AB Flavia, Skellefteå, 1979 - 2004.